# Pierre-Alexis Ponsot
Pour les articles homonymes, voir Ponsot.
Pierre-Alexis Ponsot, né le 8 mai 1975 à Granville, est un marin français en courses offshore et monotypes inshore. Il a participé aux Jeux olympiques d'été de 2012 dans la catégorie Star, associé à Xavier Rohart.